# Grand Prix USA 1965
Grand Prix USA 1965 (oficiálně VIII United States Grand Prix) se jela na okruhu Watkins Glen International ve Watkins Glen v New Yorku ve Spojených státech amerických dne 3. října 1965. Závod byl devátým v pořadí v sezóně 1965 šampionátu Formule 1.

## Závod
| Poř.   | No. | Jezdec          | Konstruktér    | Počet kol | Čas/Odstoupení | Pořadí na startu | Body |
| ------ | --- | --------------- | -------------- | --------- | -------------- | ---------------- | ---- |
| 1      | 3   | Graham Hill     | BRM            | 110       | 2:20:36.1      | 1                | 9    |
| 2      | 8   | Dan Gurney      | Brabham-Climax | 110       | +12.5          | 8                | 6    |
| 3      | 7   | Jack Brabham    | Brabham-Climax | 110       | +57.5          | 7                | 4    |
| 4      | 2   | Lorenzo Bandini | Ferrari        | 109       | +1 kolo        | 5                | 3    |
| 5      | 14  | Pedro Rodriguez | Ferrari        | 109       | +1 kolo        | 15               | 2    |
| 6      | 10  | Jochen Rindt    | Cooper-Climax  | 108       | +2 kola        | 13               | 1    |
| 7      | 11  | Richie Ginther  | Honda          | 108       | +2 kola        | 3                |      |
| 8      | 15  | Jo Bonnier      | Brabham-Climax | 107       | +3 kola        | 10               |      |
| 9      | 24  | Bob Bondurant   | Ferrari        | 106       | +4 kola        | 14               |      |
| 10     | 21  | Richard Attwood | Lotus-BRM      | 101       | +9 kol         | 16               |      |
| 11     | 16  | Jo Siffert      | Brabham-BRM    | 99        | +11 kol        | 11               |      |
| 12     | 18  | Moisés Solana   | Lotus-Climax   | 95        | +15 kol        | 17               |      |
| 13     | 12  | Ronnie Bucknum  | Honda          | 92        | +18 kol        | 12               |      |
| Ret    | 4   | Jackie Stewart  | BRM            | 12        | Zavěšení       | 6                |      |
| Ret    | 5   | Jim Clark       | Lotus-Climax   | 11        | Motor          | 2                |      |
| Ret    | 9   | Bruce McLaren   | Cooper-Climax  | 11        | Tlak oleje     | 9                |      |
| Ret    | 6   | Mike Spence     | Lotus-Climax   | 9         | Motor          | 4                |      |
| Ret    | 22  | Innes Ireland   | Lotus-BRM      | 9         | Indisponovaný  | 18               |      |
| Zdroj: |     |                 |                |           |                |                  |      |

## Průběžné pořadí po závodě
Pohár jezdců
|        | Pořadí | Jezdec         | Body    |
| ------ | ------ | -------------- | ------- |
|        | 1      | Jim Clark      | 54      |
|        | 2      | Graham Hill    | 40 (47) |
|        | 3      | Jackie Stewart | 33 (34) |
| 1      | 4      | Dan Gurney     | 19      |
| 1      | 5      | John Surtees   | 17      |
| Zdroj: |        |                |         |

Pohár konstruktérů
|        | Pořadí | Konstruktér    | Body    |
| ------ | ------ | -------------- | ------- |
|        | 1      | Lotus-Climax   | 54      |
|        | 2      | BRM            | 45 (61) |
|        | 3      | Ferrari        | 26 (27) |
|        | 4      | Brabham-Climax | 24 (25) |
|        | 5      | Cooper-Climax  | 14      |
| Zdroj: |        |                |         |